# لينك كليك
لينك كليك (بالإنجليزية: Link Click) هو مسلسل دونغوا أصلي عرض على بيليبيلي وفنميشن في 30 أبريل 2021 حتى 9 يوليو 2021. تكون المسلسل من 12 حلقة بالإضافة إلى حلقة خاصة.

## روابط خارجية
لينك كليك على موقع IMDb (الإنجليزية)
- لينك كليك على موقع فيلمافينيتي (الإسبانية)
- لينك كليك على موقع كينوبويسك (الروسية)
- لينك كليك على موقع قاعدة بيانات الفيلم (الإنجليزية)